# Bactrogyna prominens
Bactrogyna prominens är en spindelart som beskrevs av Alfred Frank Millidge 1991. Bactrogyna prominens ingår i släktet Bactrogyna och familjen täckvävarspindlar. Inga underarter finns listade.